# ユリ・ポーツマン
ユリ・ポーツマン（Jüri Pootsmann、1994年7月1日- ）は、エストニア出身の歌手。

## 来歴
高校卒業後に音楽活動を開始した。趣味は自然の中を一人で散歩すること。デンマークに1年間留学した経験があり、デンマーク語を話すことができる。

### 2015年
オーディション番組であるEesti Otsib Superstaari（エストニア版「Idol」）で優勝し、ユニバーサル・ミュージックとの契約と10,000ユーロの賞金を獲得した。また、Estonian Music AwardsのBest Male Actを受賞した。

### 2016年
ユーロビジョン・ソング・コンテスト2016の代表となることを目指し、国内予選に「Play」と「Aga Siis」の2曲を提出したところ、前年のエストニア代表Stig Rästaが制作に関与した「Play」を歌うこととなった。国内予選で優勝し、ユーロビジョン・ソング・コンテストにエストニア代表として出場することが決定した。
ユーロビジョン・ソング・コンテストでは準決勝1で「Play」を歌ったが、18位（最下位）となり決勝には進出できなかった。
11月には最初のアルバム「Täna」がリリースされた。また、同年のユーロビジョン・ソング・コンテストラトビア代表であったユスツとリトアニア代表であったドニー・モンテルと共に、オーディオ機器ブランドであるBeats by Dr. Dreの宣伝に起用された。